# Damnatio ad bestias

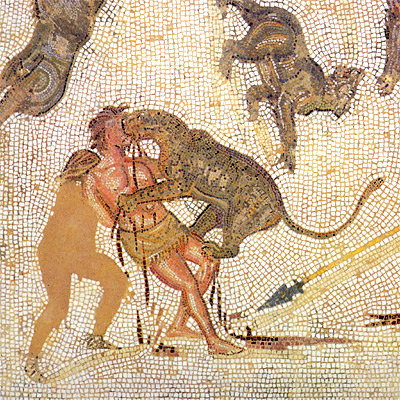
Пантеры пожирают преступника, древнеримская напольная мозаика, III век н. э., Археологический музей Туниса

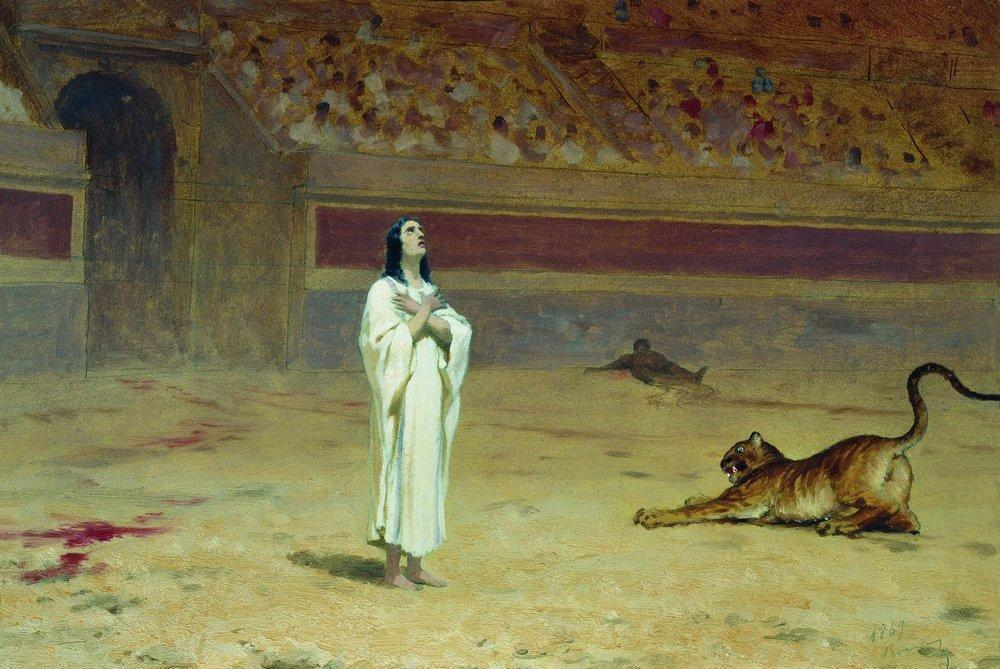
«Мученик на арене цирка», Фёдор Бронников, 1869

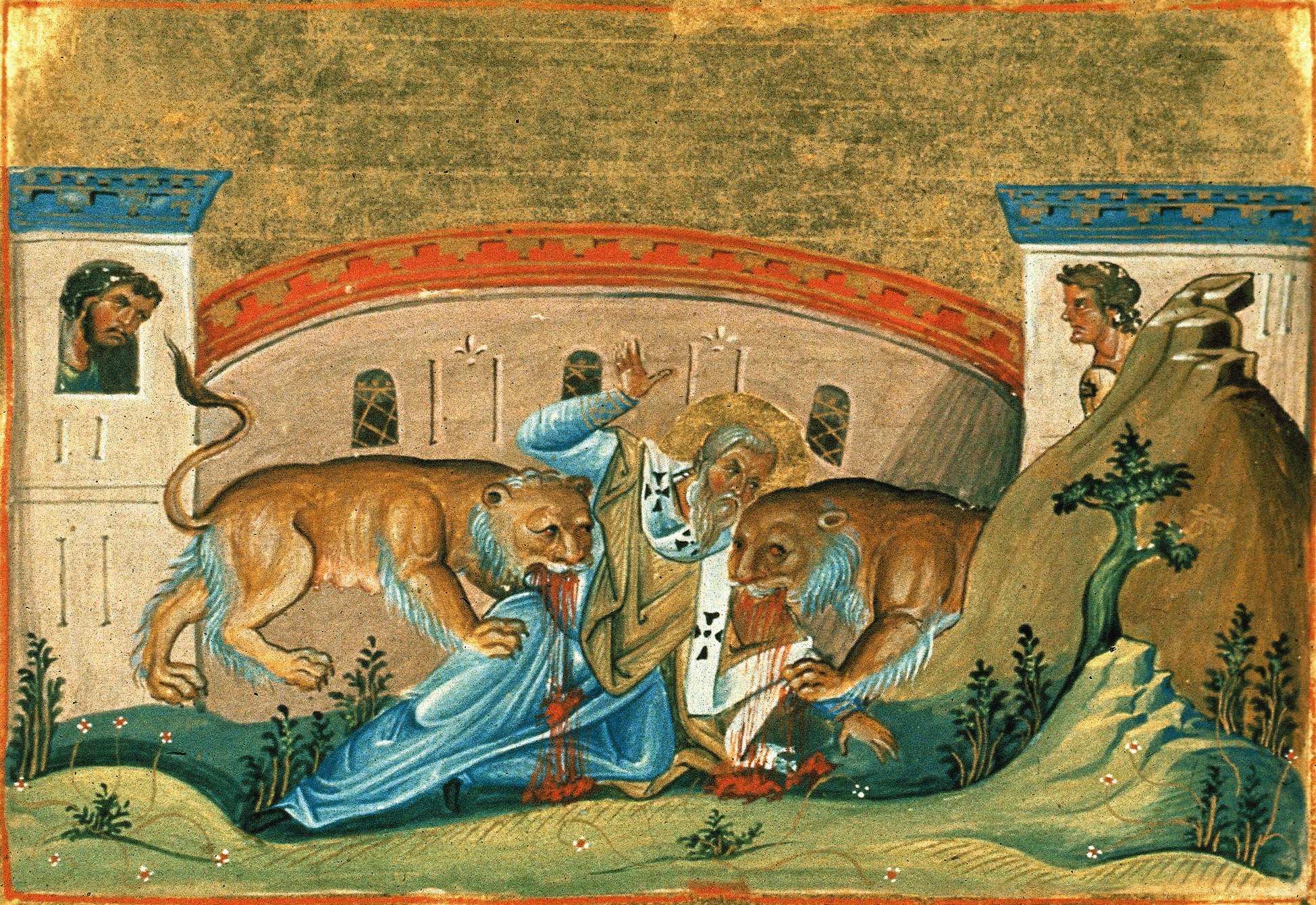
«Святой Игнатий Богоносец, раздираемый львами», Менологий Василия II, 985

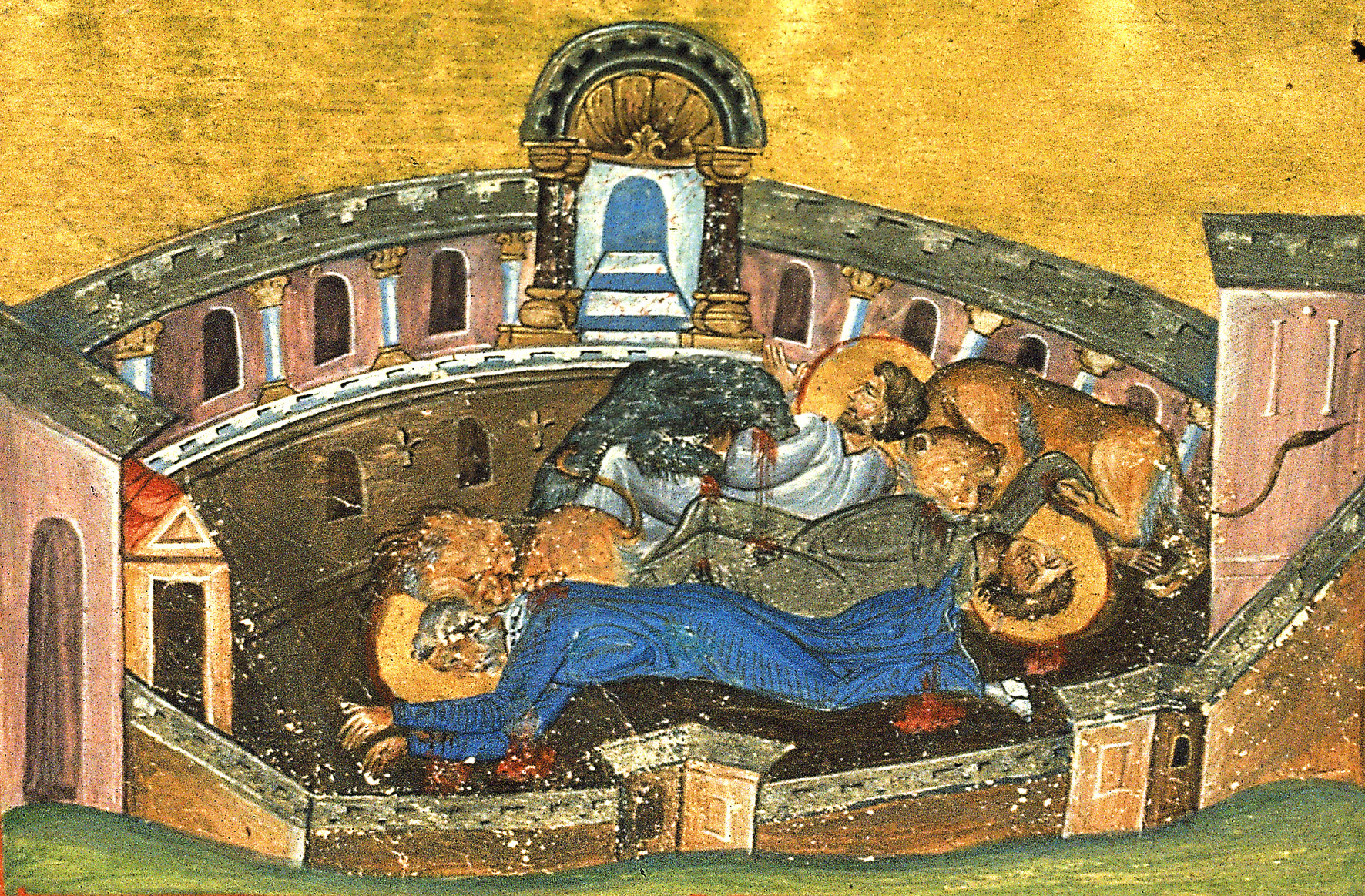
«Священномученики Эмесские (Емисские) Сильван епископ, Лука диакон и Мокий чтец», Менологий Василия II, 985

Damnatio ad bestias (букв. с лат. «предание зверям», ad bestias, ad bestie, часто упрощённо — съеде́ние льва́ми, растерзание львами; точнее, растерзание дикими животными) — вид смертной казни в Древнем Риме посредством бросания осуждённого на растерзание зверям (часто львам) на цирковой арене. Этот вид казни был позаимствован Римом во II веке до н. э. с Древнего Востока, где аналогичное наказание существовало по меньшей мере с VI века до н. э..
В I—III веках н. э. казнь применялась преимущественно для расправы с ранними христианами (лат. christianos ad leones — «христиан львам»), благодаря чему наряду со смертью на кресте стала одной из самых известных причин мученической кончины христианских святых. С принятием империей христианства практика сохранилась против других преступников и была окончательно отменена лишь в 681 году.
В переносном смысле «бросить на растерзание львам» означает «оставить кого-либо абсолютно неподготовленным в одиночестве среди агрессивных противников, практически без надежды избежать физического или (чаще) морального ущерба».

## История

### Предыстория
В Библии есть рассказ о неудавшейся казни вавилонским царём Дарием пророка Даниила в VI веке до н. э., осуждённого за ослушание царского указа, но чудесно спасшегося от диких животных:

Тогда царь повелел, и привели Даниила, и бросили в ров львиный; при этом царь сказал Даниилу: Бог твой, Которому ты неизменно служишь, Он спасёт тебя! …Поутру же царь …подойдя ко рву, жалобным голосом кликнул Даниила, и сказал царь Даниилу: Даниил, раб Бога живаго! Бог твой, Которому ты неизменно служишь, мог ли спасти тебя от львов? Тогда Даниил сказал царю: царь! вовеки живи! Бог мой послал Ангела Своего и заградил пасть львам, и они не повредили мне, потому что я оказался пред Ним чист, да и перед тобою, царь, я не сделал преступления. …И приказал царь, и приведены были те люди, которые обвиняли Даниила, и брошены в львиный ров, как они сами, так и дети их и жёны их; и они не достигли до дна рва, как львы овладели ими и сокрушили все кости их.
— Дан. 6:16—24

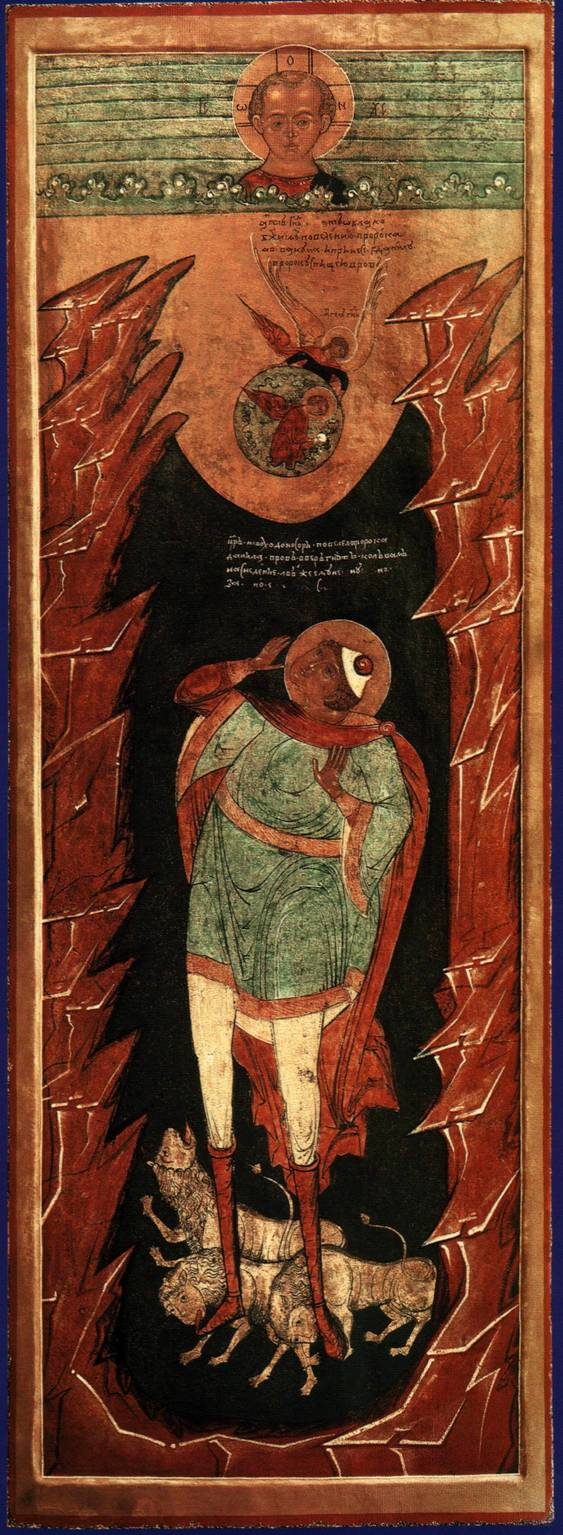
Пророк Даниил во рву львином с образом Христа Эммануила в небесах. Боковая дверь иконостаса. XVII век. Поволжье

Существует предположение, что подобные смерти на арене имели не юридический, а сакральный характер, то есть представляли собой форму человеческого жертвоприношения, как, например, кормление храмовых животных, но этот смысл был утрачен. В таком случае, речь идёт о территориях, где львы обитали в естественной среде и почитались с первобытных времён (в первую очередь это касается Африки, хотя они водились и в Азии, и в Европе). Так, например, в древнеегипетской мифологии имеется львиноподобный бог Амат, пожиравший человеческие души, и ряд других божеств в облике льва. Кроме того, встречаются упоминания о более «бытовом» кормлении львов (а также крокодилов) живыми людьми и телами мёртвых в Древнем Египте и Древней Ливии.
Этот вид казни упоминается[где?] историками похода Александра. Например, в Средней Азии македонец Лисимах «заступился перед Александром Македонским за приговорённого к казни, был сам брошен за это в яму на съедение льву, но одолел льва голыми руками и стал любимцем Александра».
Традиция человеческих жертвоприношений существовала в Карфагене в конце IV — середине II века до н. э., практически до самого падения державы (по сообщению Диодора Сицилийского, карфагеняне обратились к старинным жестоким верованиям во время военных неудач, при войне против Агафокла и Первой Пунической), и подобные человеческие жертвоприношения, в особенности детские (подтверждается археологическими находками), были одним из важных факторов, вызывавших ненависть римлян к карфагенской культуре. (Любопытно, что Гамилькар I, проигрывая сражение, по словам Геродота, покончил жизнь самоубийством, принеся сам себя в жертву наподобие «царя-жреца»).
Полибий писал, что во время войны с наёмниками Гамилькар Барка бросал пленных на растерзание зверям.
Плиний Старший писал, что Ганнибал заставлял пленных римлян сражаться друг с другом, а оставшегося в живых ставил против слона.
В Риме к этому времени подобные традиции забылись: там человеческие жертвоприношения, по легенде[какой?], были запрещены Нумой Помпилием ещё в VII в. до н. э. Вдобавок, на италийских территориях львы не водились, и римляне не испытывали к ним такого почтения, как африканцы. Поэтому, заимствовав обычай, они пренебрегли какой-либо возможной духовной подоплёкой и превратили растерзание преступников львами, прежде всего, в блестящее зрелище.

### В Древнем Риме

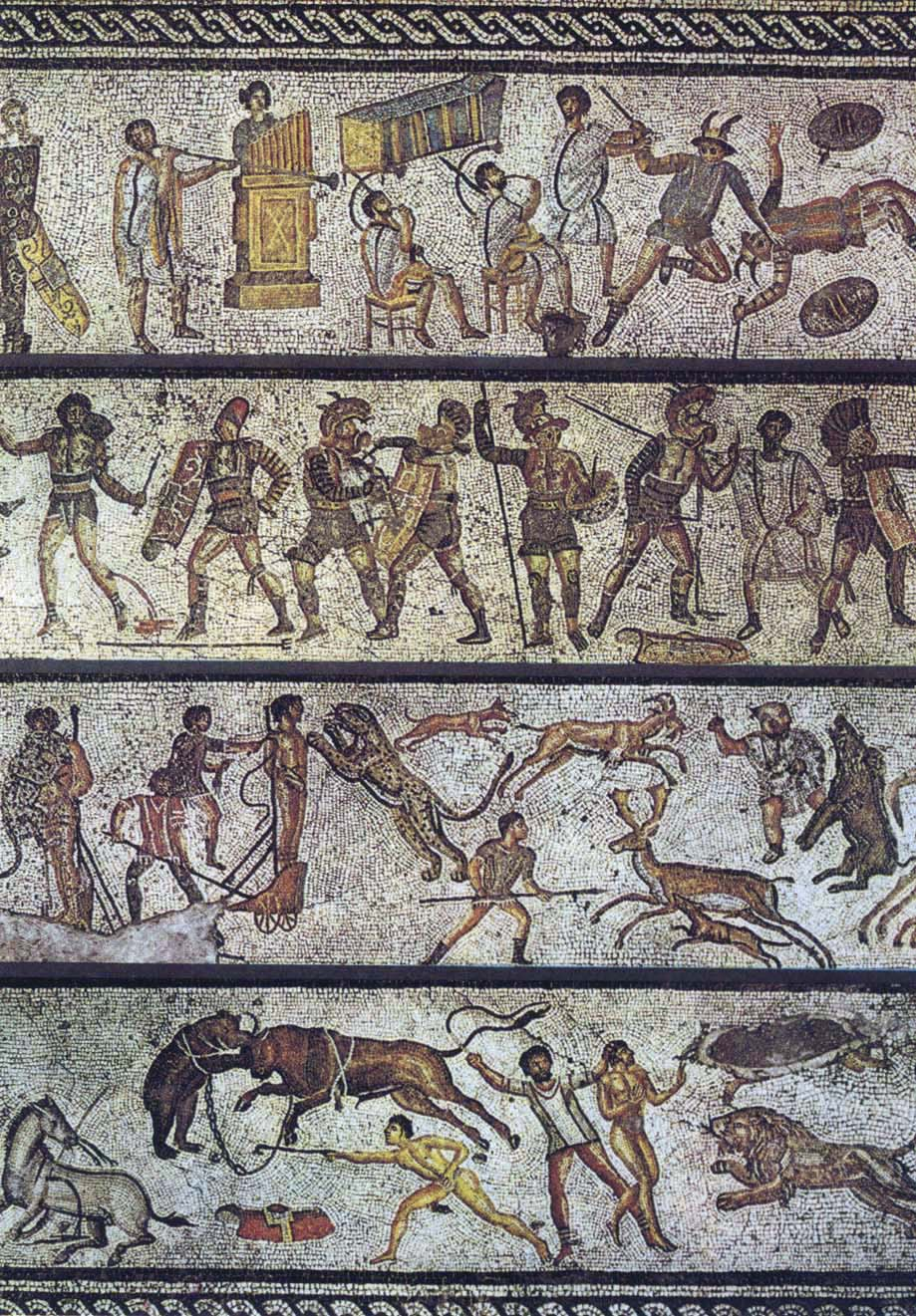
Гладиаторы-бестиарии на арене цирка. Т. н. «Злитенская мозаика», I в. н. э.

В Древнем Риме казнь путём растерзания дикими животными, в первую очередь, львами, но также и медведями, леопардами, пантерами, барсами, а также дикими быками и коровами (хотя их использовали меньше), входила в программу цирковых представлений наряду с гладиаторскими боями. Тигры были редкостью и в травлях, по-видимому, никогда не участвовали.

#### Термин
Термин Damnatio ad bestias означает  принуждением к схватке с дикими зверями, это способ «умеренной казни», другим способом которой было damnatio in ludum — принуждение к схватке с гладиаторами.
К Damnatio ad bestias близка казнь Objicēre bestiis (с лат. — «растерзать зверями»), когда на арену с безоружным осуждённым выпускали хищников, а иногда жертву бросали в клетку с голодными животными. Такая казнь применялась обычно к рабам и военнопленным и входила в число «квалифицированных казней» наряду с сожжением (cremacio), распятием на кресте (damnatio in crucem)), утоплением в кожаном мешке (poenă cullei) и умерщвлением на фурке (трезубце, furcă).
Кроме того, существовал род профессиональных бойцов-гладиаторов, называвшихся бестиариями (буквально — «звероборцы»), предположительно набиравшихся по тому же принципу. Для их подготовки имелись специальные школы, самой известной из которых является римская Утренняя школа, получившая своё название по времени проведения схваток. В «обязательный курс обучения», кроме владения оружием, входила дрессура и изучение повадок и характера зверя. Бойцы выпускались на арену вооружёнными только копьём и редко — мечом, и одетые в одну лишь тунику. В представлениях также принимали участие венаторы (лат. Venantio — «охотники»), которые были рангом ниже бестиариев и охотились на выпущенных на арену животных.
Впервые такая профессиональная «охота на львов и пантер» — венацио (лат. venatio) — была устроена Марком Фульвием Нобилиором в 186 году до н. э. в Циркус Максимус по случаю завоевания греческой области Этолии.
В гипогее Колизея сохранились подземные коридоры, построенные при Домициане (втором сыне Веспасиана), в которых перед представлением содержали животных и поднимали их на сцену на лифтах.

#### История и описание

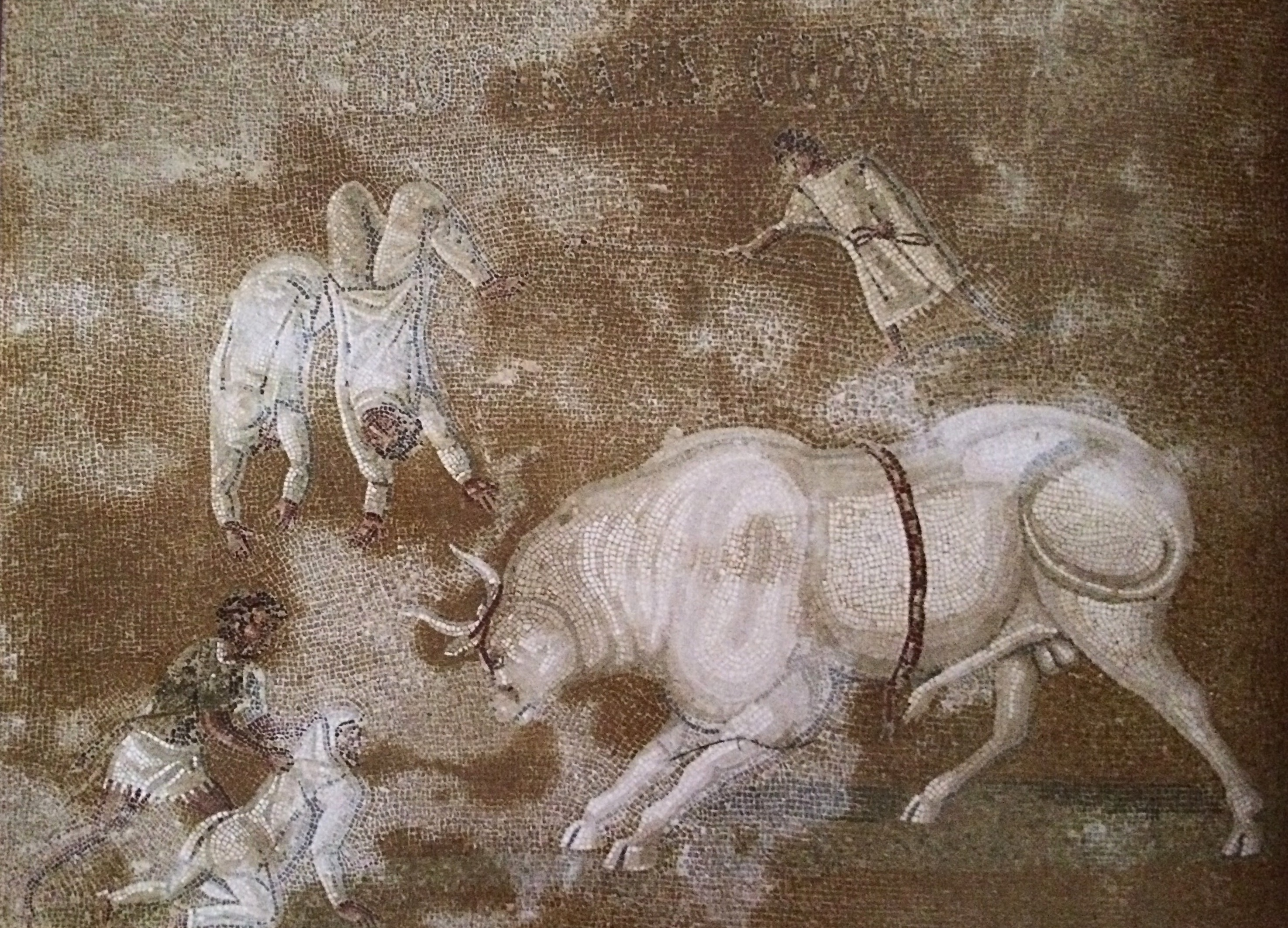
«Бык и его жертвы» (Служитель подтаскивает к разъярённому быку очередную жертву, а другой служитель крюком готовится убирать тела казнённых). Мозаика виллы Селены близ Лептис-Магна, II в. н. э.

Обычай отдавать преступников на растерзание животным в Древний Рим привезли два полководца: Луций Эмилий Павел Македонский, нанёсший поражение македонцам в 168 году до н. э., и его сын Сципион Эмилиан, разгромивший африканский город Карфаген в 146 году до н. э. Оба ввели новый для Рима (очевидно, заимствованный у карфагенян) метод устрашения народа — публично бросать перебежчиков и дезертиров на растерзание диким зверям. Римляне оценили его как «чрезвычайно полезный», и вскоре он стал нормой римского уголовного права. Указывают, что первоначально эта казнь была направлена исключительно против иноземцев и дезертиров, и имела в первом случае — характер мести за жестокости пунических войн, а во втором — дисциплинарное воздействие.
Приговорённых к смерти съедением животными привязывали к столбам, а затем на них выпускали зверей, которые их и загрызали.
Кроме того, упоминается, что во время своего второго консульства (55 год до н. э.) Помпей продемонстрировал римлянам на арене целое сражение, в котором 18 слонов противостояли отряду гладиаторов в тяжёлом вооружении.
Казнь Damnatio ad bestias проводилась также с театрализованным оформлением, «палаческой изюминкой». Страбон описал, как на его глазах в Риме был казнён разбойничий предводитель Селур, чья шайка разоряла окрестности Этны: был сооружён высокий помост, на который, будто на гору Этну, взвели Селура; затем помост рухнул, и осуждённый упал в клетку с дикими зверями, поставленную под помостом.
Героя не дошедшего до нашего времени римского мима, разбойника Лавреола, как рассказывает в своей «Книге Зрелищ» поэт Марциал, распяли на кресте и напустили на него медведя, а орёл расклёвывал у него внутренности; «с живых растерзанных членов кусками падало мясо»:

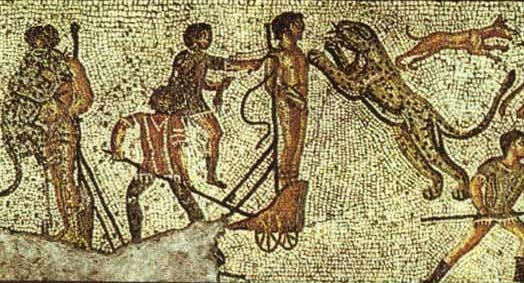
Леопарды пожирают связанных людей. Фрагмент Злитенской мозаики, I в. н. э.

Как Прометей, ко скале прикованный некогда скифской,

Грудью своей без конца алчную птицу кормил,

Так и утробу свою каледонскому отдал медведю,

Не на поддельном кресте голый Лавреол вися.

Жить продолжали ещё его члены, залитые кровью,

Хоть и на теле нигде не было тела уже.

Кару понёс наконец он должную: то ли отцу он,

То ль господину пронзил горло преступно мечом,

То ли, безумец, украл потаённое золото храмов,

То ли к тебе он, о Рим, факел жестокий поднёс.

Этот злодей превзошёл преступления древних сказаний,

И театральный сюжет в казнь обратился его.

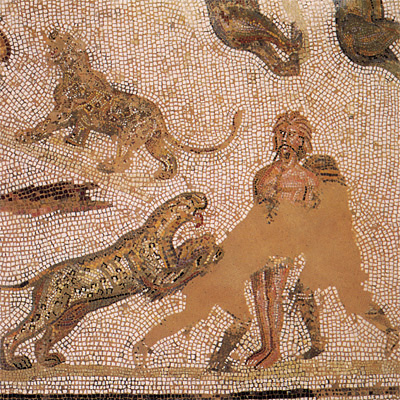
Леопарды нападают на преступника. Мозаика из Туниса, III в. н. э.

О подобных сценах пишет и Сенека («О гневе», III 3), Апулей («Золотой осёл», IV, 13), Тит Лукреций Кар («О природе вещей»). Петроний Арбитр в «Сатириконе», XLV, упоминает, как зверям был скормлен некий казначей. А Цицерон пишет о том, как некий скупщик на торгах по приказанию казнокрада Бальба был брошен на растерзание хищникам только за то, что имел несчастье быть уродливым. Порицая эти кровавые забавы, Цицерон также возмущался: «…что за удовольствие для образованного человека смотреть, либо как слабый человек будет растерзан могучим зверем, либо как прекрасный зверь [будет] пронзён охотничьим копьём?».
Случалось, что осуждённых бросали на растерзание ещё до начала людоедских игрищ, прямо в клетки к хищникам. Так, например, Светоний пишет: «Когда вздорожал скот, которым откармливали диких зверей для зрелищ, Калигула велел бросить им на растерзание преступников; и, обходя для этого тюрьмы, он не смотрел, кто в чём виноват, а прямо приказывал, стоя в дверях, забирать всех, „от лысого до лысого“».
Львов, как правило, привозили из Африки, причём в достаточно большом количестве, несмотря на законодательное ограничение их ввоза.. Менее популярных медведей привозили из Галлии и Германии. Марк Эмилий Скавр, будучи курульным эдилом (58 год до н. э.), «вывел» 150 пантер или леопардов, Помпей — 410, а Октавиан Август — 420, в то время как Сулла выпустил 120 «львов с гривами», то есть самцов. Информации об организации доставки и правилах игр сохранилось немного: из позднего источника (Кодекса Феодосия) известно, что города, через которые проезжал транспорт зверей, предназначенных для устраиваемых императором игр, должны были доставлять этим зверям корм, и задерживаться транспорту в городе больше недели не полагалось. Историки отмечают экологический аспект: «Истребление в римских амфитеатрах несметного множества привозных зверей нанесло огромный ущерб животному миру Северной Африки».

#### Казни христиан

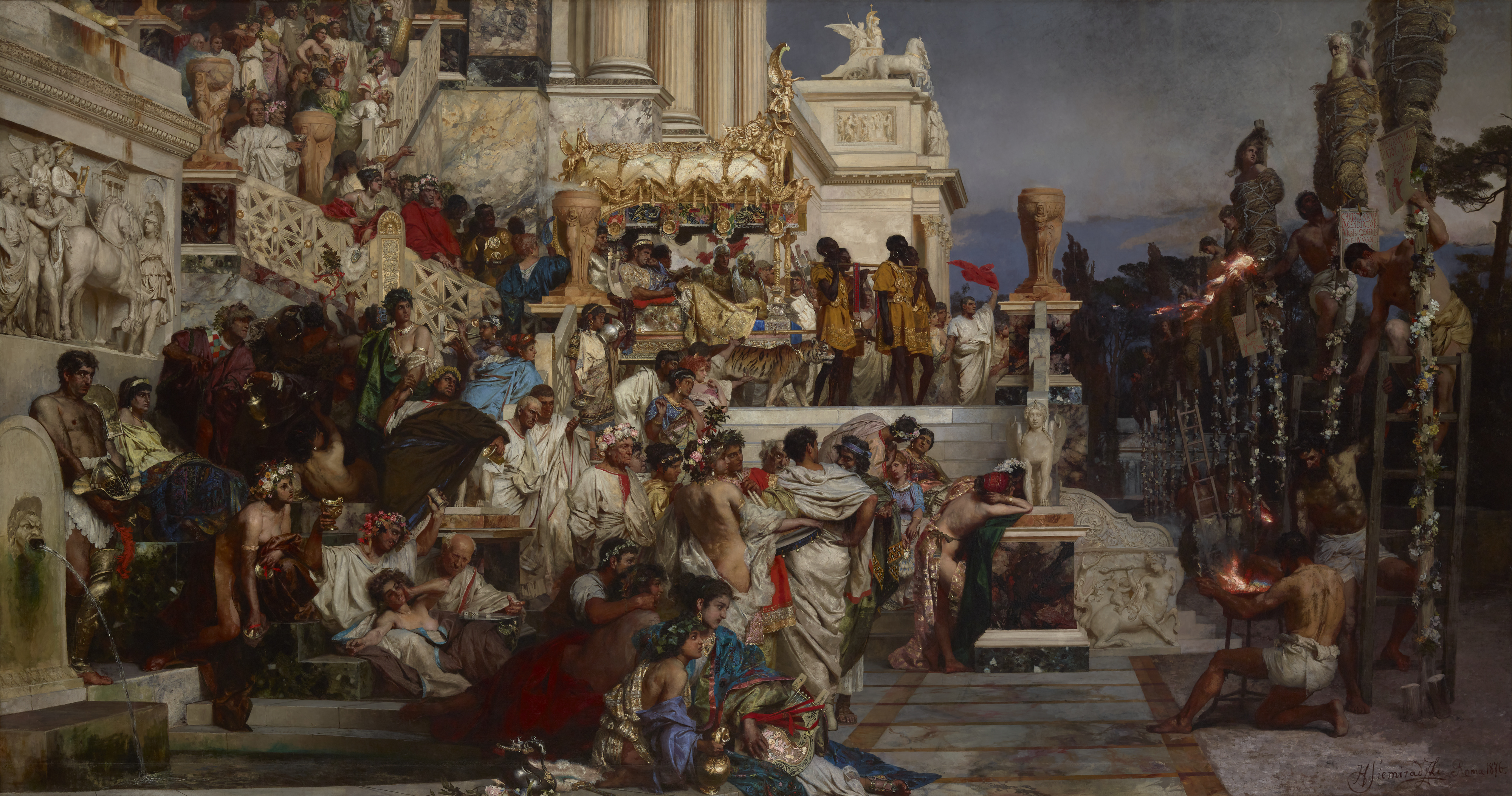
Генрих Семирадский. «Светочи христианства» (1876). Сидя в своих садах, Нерон наблюдает за тем, как на столбах поджигают завёрнутых в tunica molesta христиан

Направленность подобной практики против христиан началась в I веке н. э.: Тацит пишет, что во время первого гонения на христиан при императоре Нероне (после пожара Рима в 64 году), в его садах людей зашивали в шкуры животных и бросали собакам: «умерщвление христиан сопровождалось издевательствами, ибо их облачали в шкуры диких зверей, дабы они были растерзаны насмерть собаками, распинали на крестах, или обречённых на смерть в огне поджигали с наступлением темноты ради ночного освещения».
Таким образом для христиан быть брошенным на съедение львам оказалось одним из вероятных способов мученичества. Как отмечают исследователи смертной казни, на растерзание отдавали именно христиан, поскольку «этим способом казнили рабов, провинциалов и вообще лиц низшего класса».
С точки зрения римской юриспруденции, христиане были нарушителями следующих законов:
1. оскорбители величества (majestatis rei)
  1. для своего богослужения христиане собирались тайно и ночью, составляя недозволенные собрания, а участие в таких collegium illicitum или в coetus nocturni приравнивалось к бунту
  2. отказ чтить императорские изображения возлияниями и курениями
2. отступники от государственных божеств (άθεοι, sacrilegi)
3. последователи запрещённой законом магии (magi, malefici)
4. исповедники недозволенной законом религии (religio nova, peregrina et illicita) (согласно Законам XII таблиц).

Кроме нарушения этих законов, с 104 года издавались специальные государственные эдикты, направленные против каждого, кто просто называл себя христианином, без конкретизации нарушения.
Поэтому неудивительно, что приговор был столь суров, а позже он вообще стал традиционным, став классическим примером «предохранительного клапана» для снятия напряжения народных масс. Распространённой практикой для римлян стало обвинять во всех бедах первых христиан, которые стали «во всем виноваты». Даже сложились поговорки «Не дают боги дождя, так пойдём на христиан», «Христиан ко львам!», которые кричали с целью отвратить несчастье в случае каких-либо стихийных бедствий — засухи, голода, мора, землетрясений, разлива Тибра.

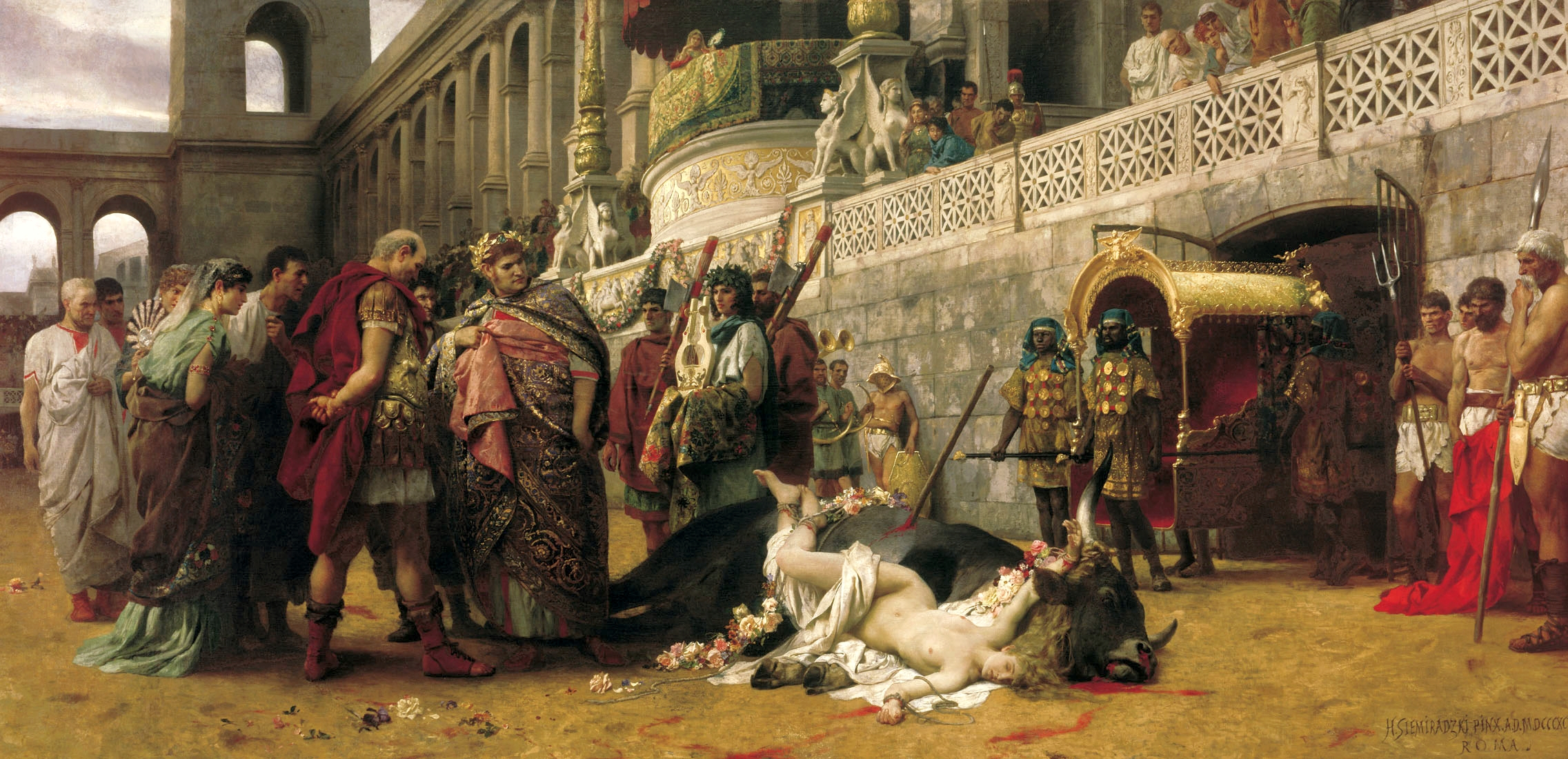
Генрих Семирадский. «Христианская „Дирка“» (Дирка — древнегреческая царица, поднятая на рога быком, здесь — в переносном смысле)

Подробное описание казни через растерзание зверями сохранилось в мученических актах святых Перпетуи, Филицитаты и их родных:

С наступлением дня торжества все мученики, оставшиеся в живых, должны были быть отведены в цирк. По существовавшему тогда обычаю мужчин хотели одеть в костюмы жрецов Сатурна, а женщин в костюмы жриц Цереры. Но мученики протестовали против этого. Они сказали: «Мы явились сюда добровольно, мы решились пожертвовать жизнью, чтобы только не делать ничего подобного, сохраните же нам нашу свободу». Эта просьба была уважена.

Присутствовавшие христиане отмечают как особую милость, что каждый из мучеников был избавлен от того рода смерти, который был им особенно неприятен. Так, например, Сатур готов был подвергнуться когтям всякого зверя, но для него не было ничего омерзительнее медведя. Несмотря на это, после того, как он побывал без вреда в когтях леопарда, приказано было выпустить на него медведя. Но случилось, что медведя никак не могли выгнать из берлоги.

Перпетуя вместе с Фелицитатой были отданы на растерзание свирепой корове (ferocissima vacca), и здесь христианская мученица заявила в себе необыкновенную идеальную чистоту женщины. Перпетуя умирала с тем достоинством, с каким умирали самые высокие женские образы классической поэзии. Эта корова бросала несколько времени Перпетую рогами, и, наконец, она упала на арену. Но хотя она была ранена и обливалась кровью, её первая мысль была о том, что рога коровы разорвали её тунику и обнажили её тело, и потому с необыкновенными усилиями воли она оправила разорванную одежду и прикрылась. Затем она вспомнила ещё, что у неё растрепались волосы. Так как растрёпанные волосы были символом траура, а она считала мученическую кончину особенно радостною, то она собрала настолько силы, что поправила свои волосы и приколола их булавкою.

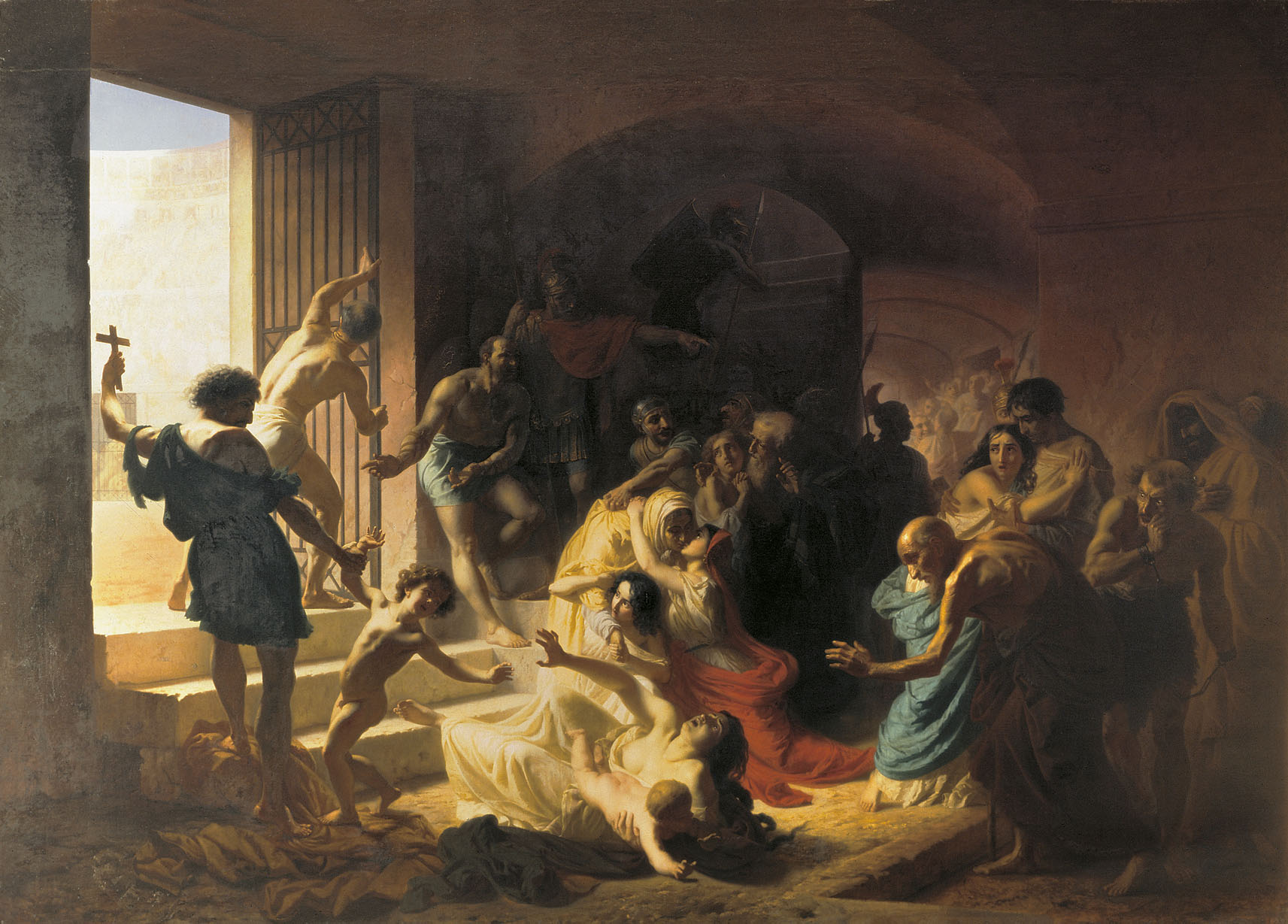
Константин Флавицкий. «Христианские мученики в Колизее»

Практика стала настолько распространённой, что христианский писатель Тертуллиан (II век) писал, что хорошим тоном для христиан является не посещать театры и цирки, «потому, что там же люди заботятся о предании нас на растерзание львам, советуются о предприятии против нас гонений, избирают лазутчиков для отыскания христиан и для их мучения».

### Достоверность христианских источников
Христианские источники о данном виде казни, в том числе многочисленные жития с их стремлением создать атмосферу чудесного и подвига, а также очернить жестокие обычаи Римской империи, следует воспринимать с определённой долей скепсиса. Зачастую не представляется возможным выяснить реальность или вымышленность житийных персонажей (примером может служить святой Януарий, по легенде живший в конце IV века). Тем не менее, утверждать, как это делают некоторые противники христианства, что все гонения на христиан и съедение их львами — чистая выдумка, тоже не представляется справедливым, поскольку многочисленные косвенные упоминания у языческих античных авторов, а также найденные памятники изобразительного искусства свидетельствуют об обратном.

#### Наказание за иные преступления
В римских законах (дошедших до нас через византийские сборники, например, Кодексе Феодосия и Юстиниана) оговаривалось, за какие преступления человек мог быть брошен к животным. Как правило, эта казнь становилась высшей мерой наказания, если человек был рабом или вольноотпущенником. Свободнорождённый за то же самое преступление мог быть просто сослан.
- Дезертиры: сбежавшие из армии и пойманные должны быть подвергнуты пыткам и отданы зверям[47].
- Во времена Каракаллы, когда волхвов сжигали живьём, клиентов волхвов, пользовавшиеся их чарами ко вреду другим, распинали или отдавали на растерзание зверям[48].
- Отравители: (согласно закону Корнелия) патрицию отсекали голову мечом; плебея бросали на съедение львам; самой позорной казни подвергались рабы — они умирали на кресте[47][49]. У Апулея[50] судья осуждает отравительницу на смерть от зверей, приговаривая, что это не всё, чего она заслуживает, но более жестокого наказания у них для неё нет.

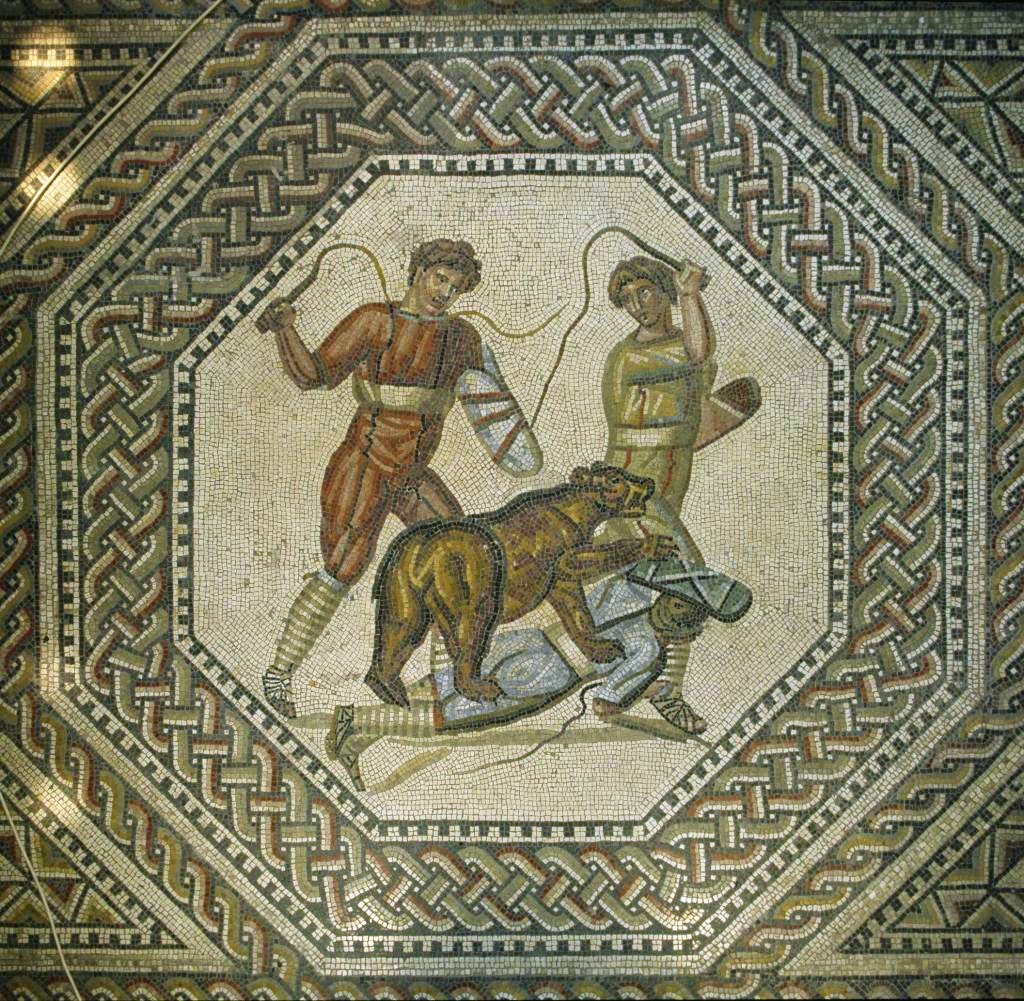
Медведь пожирает человека. Римская мозаика

- Фальшивомонетчики: их сжигали заживо или отдавали львам[47][51].
- Политические преступники: так, после свержения и убийства Коммода, при новом императоре львам были брошены доносчики, процветавшие при его царствовании, а также убийца Нарцисс, задушивший Коммода (поскольку за убийство правителя всё-таки надо наказывать)[52]. Диким зверям был брошен и Мнестей, организовавший убийство императора Аврелиана[53].
- В отсутствие водоёма в пределах досягаемости казнь отцеубийцы посредством утопления в кожаном мешке со змеями (poena cullei) вынужденно заменялась растерзанием дикими зверями[47].
- Зачинщиков восстания, в зависимости от их социального положения, приговаривали к распятию на кресте, к растерзанию дикими животными или к ссылке на остров[54].
- Похитители детей: в 315 году император Константин Великий издал закон[55], согласно которому тот, кто похитил ребёнка с целью оказать давление на его родителей, осуждался к смерти от зверей — в том случае, если он раб. Свободнорождённого казнили мечом.
- В 357 году Констанций II подтвердил более ранний закон[55] о применении приговора к тем, кто использовал магию против жизней невинных жителей.

Кроме того, осуждённый лишался гражданских прав (например, не мог написать завещание), а его имущество конфисковывалось («Те, кого приговаривают к высшей мере наказания, тотчас теряют и гражданство, и свободу. Это состояние, таким образом, предшествует смертной казни и иногда охватывает длительное время, как это случается в отношении личности тех, кого приговаривают к растерзанию зверями (на арене)»). А закон Петрония (Lex Petronia) 61 года запрещает хозяевам отдавать своих рабов на съедение животным без вердикта судьи. Особыми привилегиями обладали военные ветераны — их и их детей освобождали от подобного вида казни, заменяя его другим наказанием. Другие упоминания: «Наместник (провинции) не должен освобождать присуждённых к бою со зверями (на арене) из-за благоволения (к ним) народа, но если их сила и мастерство таковы, что их можно достойно показать народу римскому, то (наместник) должен посоветоваться с принцепсом».
Травли диких зверей и сопутствующая им казнь растерзанием хищниками были отменены лишь в 681 году.

### Наследники Римской империи
С распространением христианства в Европе данный вид казни встречался реже и реже, хотя в письменных источниках можно найти отдельные случаи её последующего использования.

#### Византия

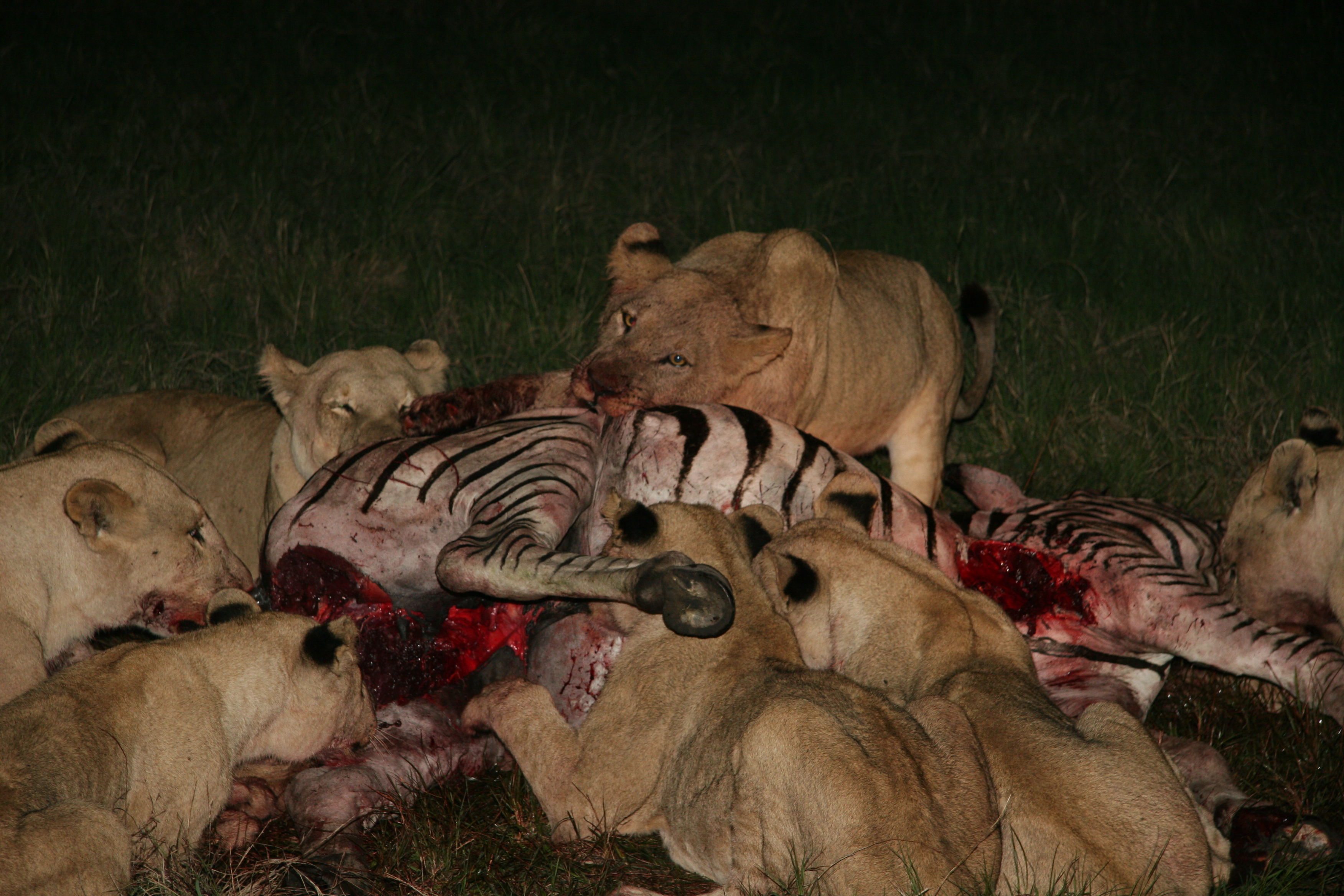
Пример нападения стаи хищников на добычу: львы пожирают зебру. Современное фото

В Византии растерзание львами к христианам не применялось, зато упоминается, что им наказывали за иные преступления. Например, в XI веке среди опальных полководцев возник заговор против императора Василия. Но «между Ксифием и Никифором Фокой возникло соперничество. Ксифий убил Фоку, а затем был арестован. Участников мятежа подвергли конфискации имущества и заключению. Ксифий был пострижен в монахи. Содействовавший ему дворцовый евнух был отдан на съедение львам в императорском зверинце».
В сохранившихся позднеримских уложениях — Кодексах Феодосия и Юстиниана — правовые нормы, регулирующие подобный вид казни, упоминаются редко, в качестве цитат из старых законов, например, в Кодексе Юстиниана VI века — против тех, кто оскорбляет «домашних богов».

#### Западноевропейское средневековье
В средние века дикие животные могли использоваться для показательной казни:

Репрезентативные рвы с живыми львами располагались по соседству с правительственными зданиями не только во Флоренции, но, например, в Перудже и на склоне Капитолия в Риме. Когда в 1328 году в Рим вступил, вопреки воле папы, отлучённый от церкви император Людовик Баварский, он приказал, чтобы римляне звонили во все колокола. Стоило одному монаху отказаться это делать, его спустили в львиный ров на Капитолии, и львы его сожрали. Насколько достоверно это сообщение, распространявшееся, конечно же, партией противников императора, сказать трудно. Слишком сильно ощущается в нём влияние литературных образцов и исторических параллелей: Людовик Баварский здесь, по сути дела, приравнивается к языческим императорам древности, отдававшим христиан на растерзание львам. Однако даже если весь сюжет с казнью монаха и придуман, о существовании в XIV веке рва со львами на Капитолии данное известие, похоже, свидетельствует вполне достоверно.
— Символическая функция дворцового зверинца.
Томмазо Кампанелла в своей утопии «Город Солнца» также предлагает бросание на съедение диким животным в качестве одного из видов наказания.
Известные[кому?] места содержания львов в Средневековье:
- ров у Капитолия;[источник не указан 672 дня]
- средневековый Епископский замок в современной Эстонии[63]. Приговор вершил Сааре-Ляэнеский епископ, жертвы бросались в подземелье ко львам.[источник не указан 672 дня]

## Жертвы

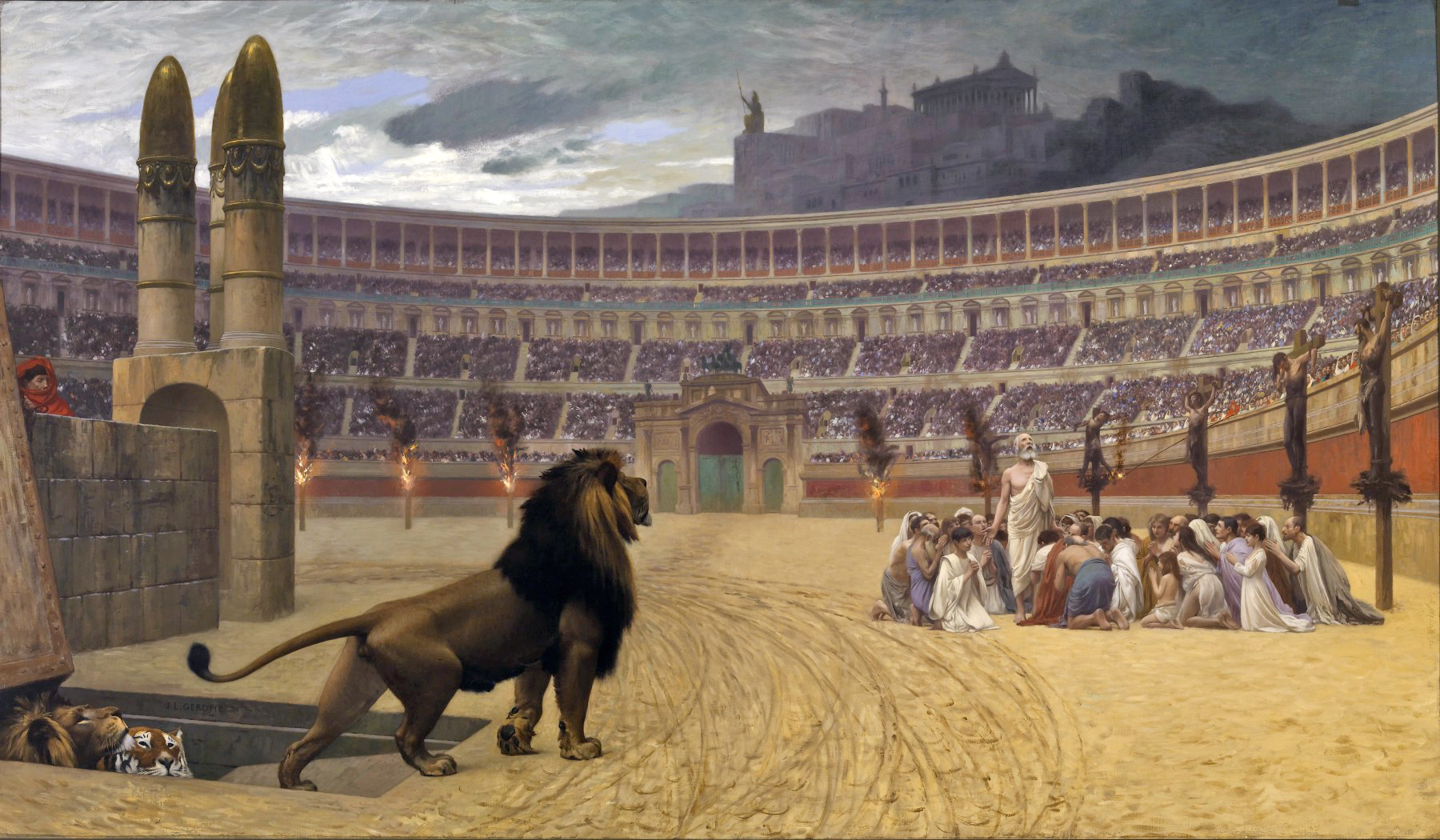
Ж. Л. Жером. «Последняя молитва христианских мучеников»

Точное число жертв за два с половиной века по всем окраинам Римской империи не установлено. Смерть от диких животных отмечена в житиях нескольких особо прославленных святых, хотя, разумеется, погибших было намного больше.
- Игнатий Богоносец (107 год, Рим)
- Агапий и Фекла (304 год, Газа)
- Адриан (310 год, Палестина)
- Александр, Малх, Приск и женщина, имя которой неизвестно (III век, Палестина)
- Аттал (упомянут в житии святой Бландины, 177 год, Лион).
- Галик (информации нет, день памяти 3 апреля)
- Германик и 10 христиан из Филадельфии (упомянуты в описании мученичества святого Поликарпа)
- Гликерия Ираклийская (141 год, Траянополис, Фракия)
- Великомученица Евфимия Всехвальная (лев стал её атрибутом): львы лизали ей ноги, но «дурная медведица» смертельно ранила.
- Фелицитата и Перпетуя, Сатур и их родные (203 год, предположительно Карфаген)[источник не указан 2421 день]

### Чудом спасшиеся

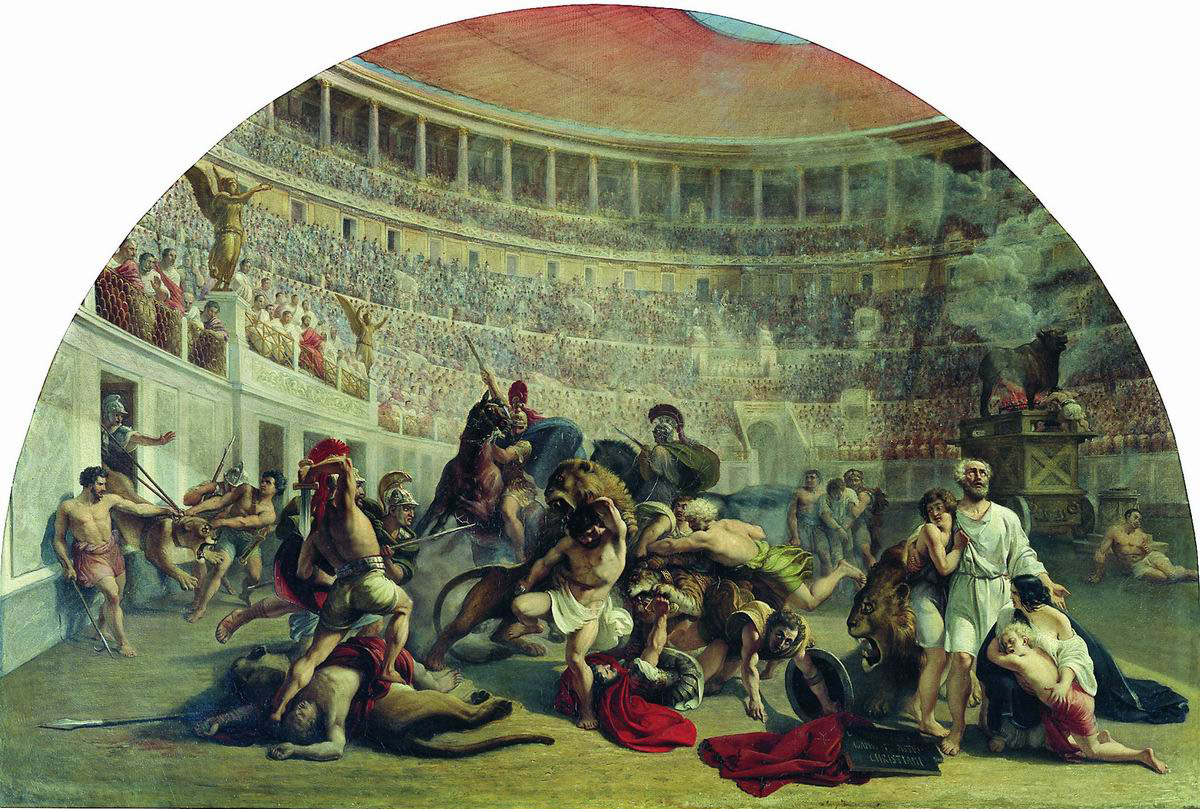
А. Т. Марков. «Евстафий Плакида в Колизее»

Гораздо длиннее список имён христианских святых, которые, по повестванию их житий, были брошены зверям, но были ими пощажены — точно так же, как и ветхозаветный пророк Даниил.
Хотя чудесное спасение мучеников, брошенных ко львам («звери, выпущенные на святого, подходя к нему, падали пред ним и лизали его ноги»), — достаточно распространённый сюжет христианской агиографии, эти святые после своего спасения, как правило, следом практически сразу предавались казни каким-нибудь иным способом — например, усекновением мечом.
…Однако львы, хотя были голодны, нападать не спешили.
Красноватый свет на арене пугал их, они щурили глаза, будто им ослеплённые; некоторые лениво потягивались, изгибая золотистые туловища, иные разевали пасти, точно желали показать зрителям страшные свои клыки. Но постепенно запах крови и множество растерзанных тел, лежавших на арене, оказывали своё действие.
Движения львов становились всё более беспокойными, гривы топорщились, ноздри с храпом втягивали воздух. Один из львов вдруг припал к трупу женщины с разодранным лицом и, положив на тело передние лапы, принялся слизывать змеистым языком присохшую кровь, другой приблизился к христианину, державшему на руках дитя, зашитое в шкуру оленёнка. Ребёнок весь трясся от крика и плача, судорожно цеплялся за шею отца, а тот, пытаясь хоть на миг продлить его жизнь, силился оторвать его от себя и передать стоявшим подальше. Однако крики и движение раздразнили льва. Издав короткое, отрывистое рычанье, он пришиб ребёнка одним ударом лапы и, захватив в пасть голову отца, в одно мгновенье разгрыз её. Тут и остальные львы накинулись на группу христиан.
Несколько женщин не смогли сдержать криков ужаса, но их заглушили рукоплесканья, которые, однако, быстро стихли, — желание смотреть было сильней всего. Страшные картины представали взорам: головы людей целиком скрывались в огромных пастях, грудные клетки разбивались одним ударом когтей, мелькали вырванные сердца и легкие, слышался хруст костей в зубах хищников.
Некоторые львы, схватив свою жертву за бок или за поясницу, бешеными прыжками метались по арене, словно искали укромное место, где бы сожрать добычу; другие, затеяв драку, поднимались на задних лапах, схватившись передними, подобно борцам, и оглашали амфитеатр своим рёвом. Зрители вставали с мест. Многие спускались по проходам вниз, чтобы лучше видеть, и в толчее кое-кого задавили насмерть. Казалось, увлечённая зрелищем толпа в конце концов сама хлынет на арену и вместе со львами примется терзать людей. Временами слышался нечеловеческий визг, и гремели рукоплесканья, раздавались рычанье, вой, стук когтей, скулёж собак, а временами — только стоны. Император, приставив к глазу изумруд, теперь смотрел со вниманием.
- Апостол Павел (согласно апокрифам и средневековым легендам, основанным на его фразе: «когда я боролся со зверями в Ефесе» (1Кор. 15:32))
- Аникита и Фотий (при Диоклетиане)
- Архелая (при Диоклетиане)
- Бландина — христианская мученица, рабыня. (177 год, Лион). Брошена вместе с другими христианами. Мощи этих 48 христиан-мучеников покоятся в Лионе.
- Святой Валентин (ок. 269 года)
- Святой Витт (303 год)
- Венанций Камеринский (ок. 250 года)
- Великомученик Евстафий (114 год, Рим)
- Мученик Елевферий (при Адриане, Рим)
- Кириакия Никомидийская (303 год)
- Мамант Кесарийский (в одной из версий легенды) (при Аврелиане)
- Священномученик Мокий (312 год, Эмез Финикийский)
- Потит (при Антонине)
- Татьяна Римская (226 год)
- Трофим, Савватий и Доримедонт (при Пробе, Антиохия)
- Святой Фалалей (284 год)
- Святая Фёкла (Антиохия, при апостоле Павле). Лев стал её атрибутом в иконописи
- Феодосия Тирская (307 год)
- Святой Януарий, диакон Фавст Путеольский и чтец Дисидерий (все трое из Беневенто), диакон Соссий из Мезено и путеоланин диакон Прокул, мирянины Евтихий и Акутион (ок. 305 года, Путеоли, амфитеатр Флавия)[источник не указан 2421 день]

поздние:

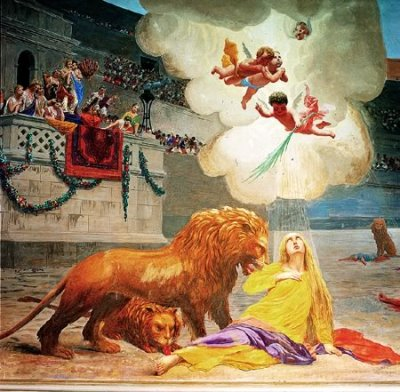
«Мученичество святой Евфимии»

- Василий Новый (IX век, Византия)[64] — был подозреваем в волховании и осуждён за это, а не за христианство
- Египетский папа Захария по приказу Аль-Хакима (XI век)
- Рабби Хаим Ибн Аттар — брошен султаном[65].

### Самостоятельно спасшиеся

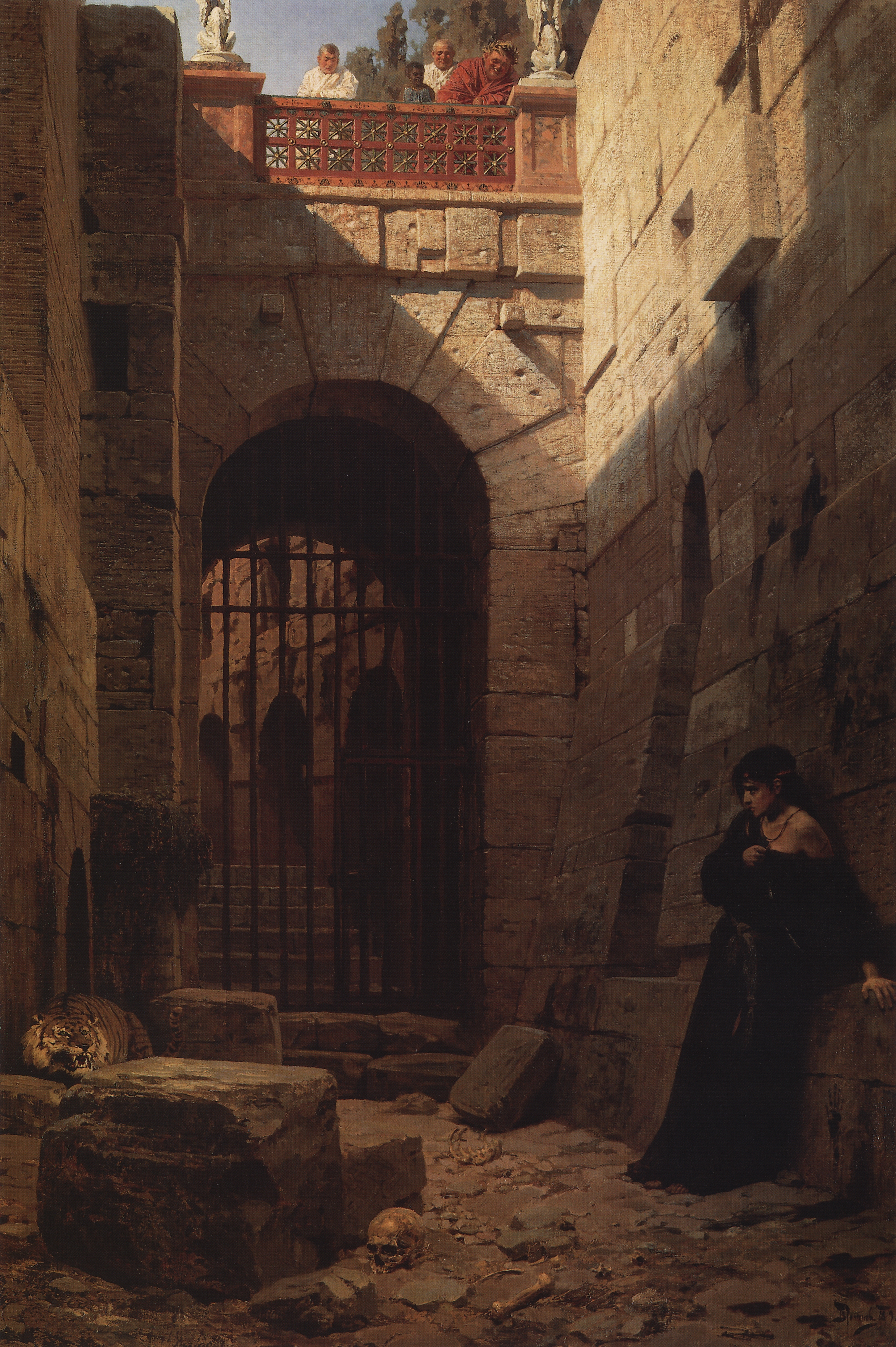
Василий Поленов. «Цезарская забава»

- Харальд Суровый: согласно сагам, доплывает до Константинополя, служит императору Михаилу V Калафату, затем императрица Зоя приказывает бросить Харальда на съедение льву (согласно одной из версий — за то, что тот обесчестил знатную женщину), но богатырь, задушив льва, бежит из Константинополя[66][67] (Возможно, влияние истории библейского Самсона, задушившего льва).
- Известен также анекдотичный случай избавления от казни. Как сообщает в биографии императора Галлиена («Писатели истории Августов») её автор[68]:

Когда кто-то продал его жене вместо настоящих драгоценных камней — стеклянные и она, узнав об этом, пожелала наказать его, Галлиен велел схватить продавшего как бы для того, чтобы отдать его на растерзание льву, а затем распорядился выпустить из клетки каплуна [кастрированного петуха]. Когда все удивились такой смешной выходке, он велел сказать через глашатая: «Он подделал, и с ним поступили так же», а затем отпустил торговца.

## Восприятие смерти от зверей в религии

### В Ветхом Завете
Помимо истории неудачной казни Даниила в Ветхом Завете, львы, пожирающие людей, упоминаются в качестве инструмента божественного гнева:
- 4-я казнь египетская (согласно одной из трактовок[69]): дикие животные, появившиеся на улицах городов и пожиравшие египтян, но щадившие евреев;
- История возникновения самаритян:

И перевёл царь Ассирийский людей из Вавилона, и из Куты, и из Аввы, и из Емафа, и из Сепарваима, и поселил [их] в городах Самарийских вместо сынов Израилевых. И они овладели Самариею, и стали жить в городах её. И как в начале жительства своего там они не чтили Господа, то Господь посылал на них львов, которые умерщвляли их. И донесли царю Ассирийскому, и сказали: народы, которых ты переселил и поселил в городах Самарийских, не знают закона Бога той земли, и за то Он посылает на них львов, и вот они умерщвляют их, потому что они не знают закона Бога той земли
— 4Цар. 17:24—26
- Также стоит упоминания несостоявшаяся смерть Иосифа, которого братья продали в рабство, а отцу представили это как гибель от диких зверей.

Лев в Библии имеет особенный символический характер: он является символом колена Иуды (Быт. 49:9—12), из которого происходит царский род Давида, а также всего еврейского народа (Чис. 23:24, 24:9).
По этой причине уже в Новом Завете — в Откровении Иоанна Иисус Христос назван «львом от колена Иудина» (Откр. 5:5). Позже лев стал также символом евангелиста Марка, и его образ использовался в таких иконографических типах, как Спас Недреманное Око.

### Восприятие христианских мучеников

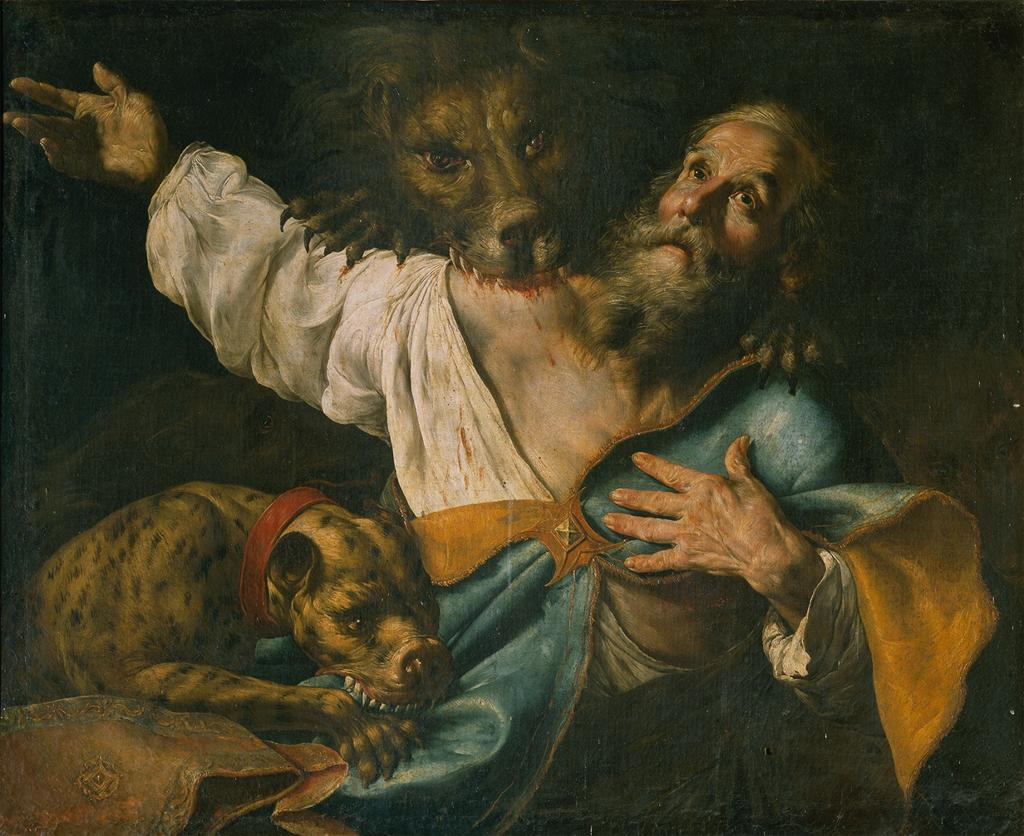
«Игнатий Богоносец, раздираемый львами»

Вероятно, по этим причинам христианским мученикам хотелось умереть от когтей именно льва, а не медведя или рогов быка, и именно львы, а не пантеры и леопарды, также часто использовавшиеся на арене цирков, вошли в культурный архетип.
Желание отдать себя на мученическую смерть через съедение дикими зверьми — феномен, известный с раннехристианских времён. Святой Игнатий Богоносец, приговорённый к смертной казни через отдание на съедение львам, в своём «Послании к римлянам» писал:
Хорошо, если бы звери были мне уже готовы; молюсь, да будут готовы послужить мне. Я буду ласкать их и уговаривать поскорее съесть меня (они со страху до некоторых не дотрагивались), а если они не захотят, я их заставлю… Пусть огонь, и крест, и стая зверей; пусть разбросают мои кости, отрубят члены, смелют в муку все тело; пусть придут на меня муки диавола — только бы встретить Иисуса Христа.
Я пшеничное зерно Христа; я возвращусь в землю посредством зубов и клыков диких животных, чтобы стать чистым хлебом.
Таким образом, данная смерть перестала быть позорной и приобрела своего рода почётный характер, поэтому христиане могли стремиться закончить жизнь таким способом:

На постоялом дворе оказался ребёнок, которого, по козням диавола, лошак раздавил до смерти. Сильно огорчённый этим, авва Павел удалился и пришёл в Арон. Сделавшись отшельником, он постоянно оплакивал смерть младенца. «Я был причиной смерти ребёнка, и меня будут судить на суде как убийцу». Поблизости находилось львиное логовище, и авва Павел ежедневно подходил к нему, ударял и раздражал зверя, чтобы тот растерзал его. Но лев не делал ему никакого вреда. Увидев, что ему не удаётся раздразнить зверя, он решил так: «Вот я лягу на пути льва. Он выйдет, направится к реке для утоления жажды и пожрёт меня». Лёг. Спустя некоторое время, лев действительно показался, но, подобно человеку, со всей осторожностью прошёл, не задев старца. Тогда старец вразумился, что Бог простил ему его прегрешение.

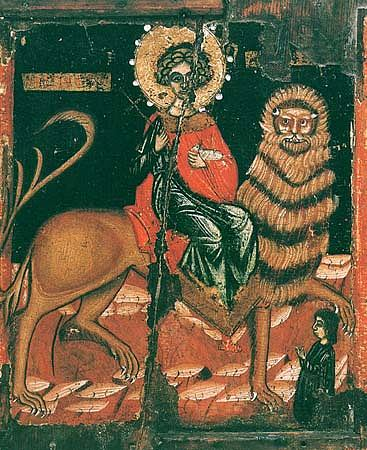
«Святой Мамант верхом на льве», православная икона

Смерть через съедение львами становилась способом очищения через мученичество. Так, например, в Отечнике рассказывается история о четырёх старцах, молившихся, чтобы быть им четверым на небесах в раю вместе. Через некоторое время двое из них скончались, третий остался жить смиренно, а четвёртый впал в блуд.

И открыто было одному [третьему] из прозорливых, что два скончавшихся отшельника умоляют Бога о прислужнике, говоря: «Предай брата на съедение льву или другому зверю, чтобы, очистившись от греха, пришёл в то же место, где мы, и не разрушилось соглашение наше».

Третий старец начал молить Господа, чтобы зверь не тронул их четвёртого друга, сошедшего с пути истинного, благодаря чему тот был помилован Богом.

### Сюжет чудесного спасения

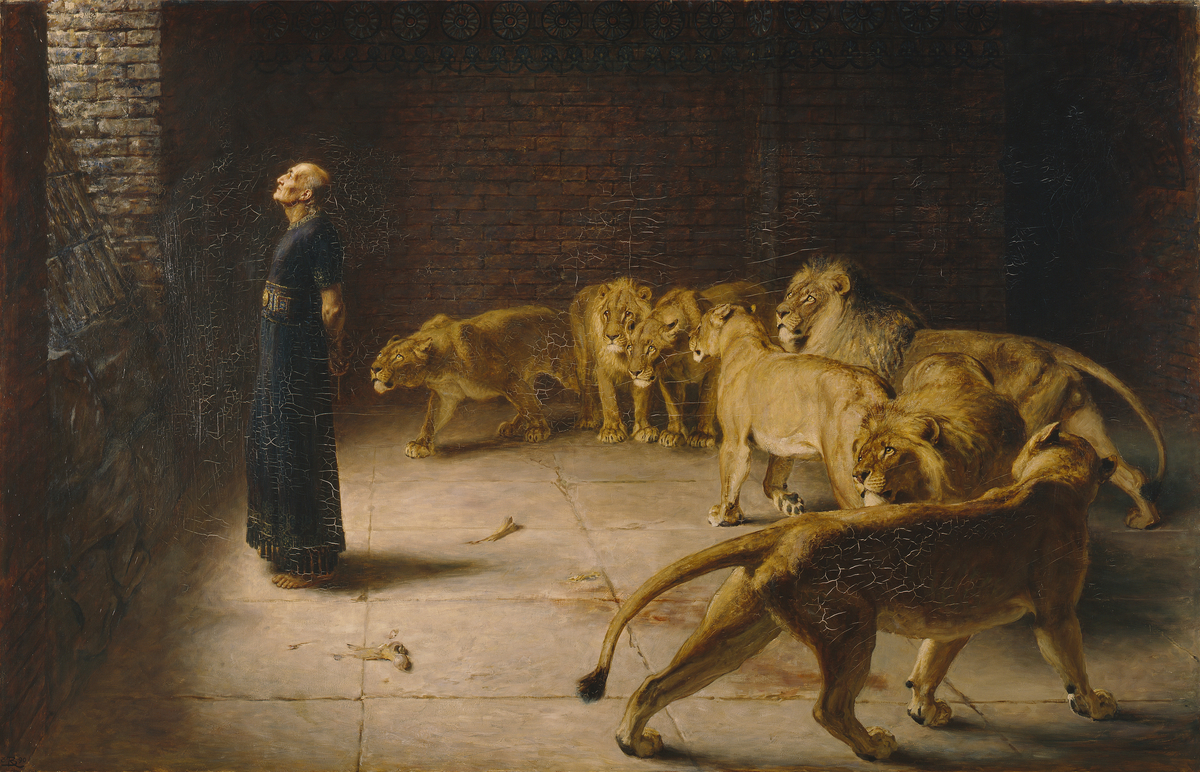
Брайтон Ривьер. «Даниил во рву львином»

Фольклористы выделили в религиозных текстах типичный сюжет, в котором брошенный на растерзание львам праведник спасается. Ветхозаветная история Даниила — одно из ранних свидетельств «излюбленного впоследствии житийного мотива о предании праведника на съедение свирепому льву и ласковом отношении зверя к невинному человеку».
Греческий писатель первого века Апион изложил историю раба по имени Андрокл, который во времена императора Калигулы сбежал, но был найден и брошен львам. В этой легенде лев пощадил его, а когда удивлённая публика стала узнавать у Андрокла, как ему это удалось, он объяснил, что, скрываясь в Африке, он как-то вытащил из лапы этого животного занозу, и тот теперь узнал его.

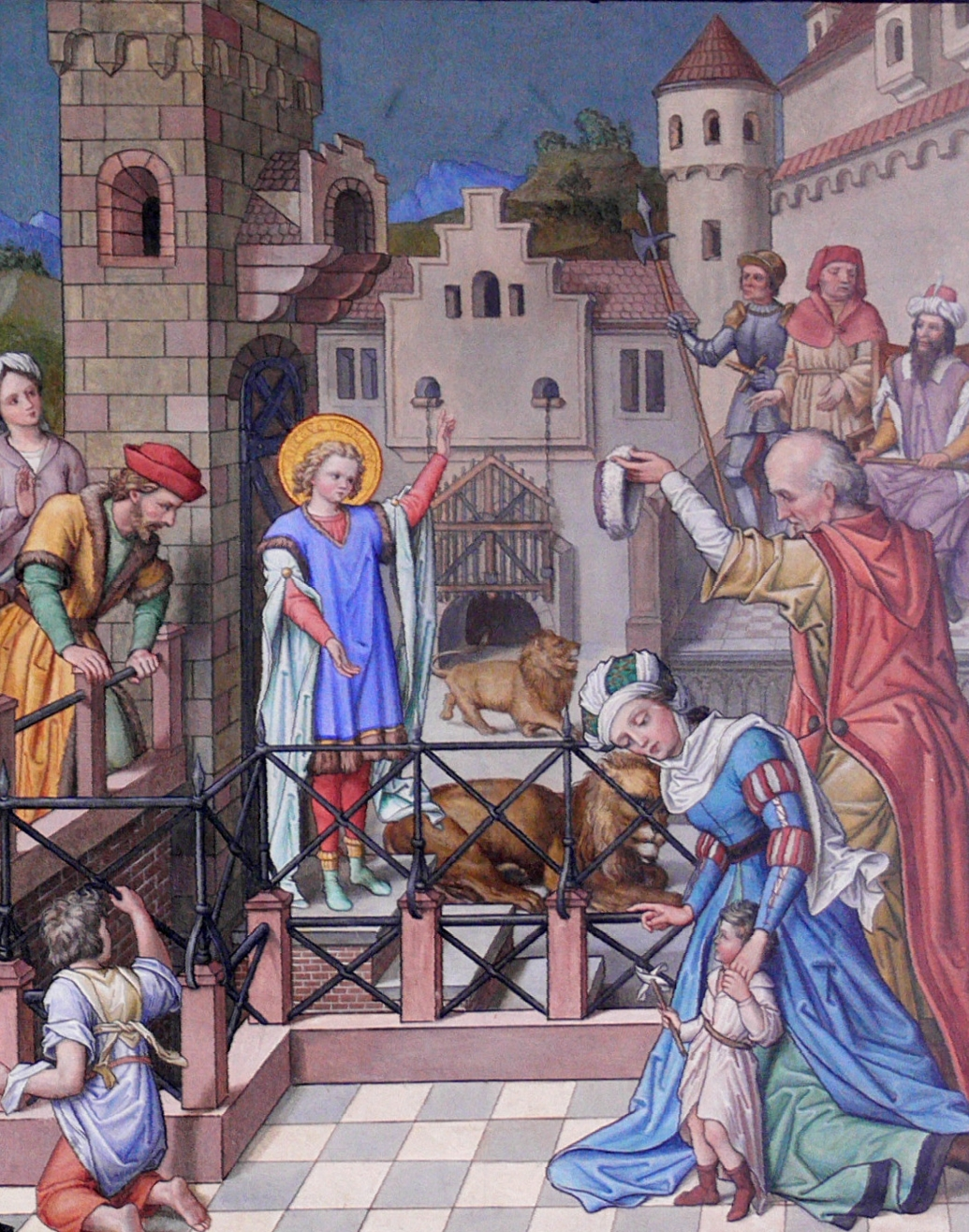
«Венанций Камеринский, брошенный на казнь, укрощает львов»

Самым известным примером подобного «усмирения» льва в христианской агиографии стала история Блаженного Иеронима, по легенде жившего в пустыне и укротившего льва. Но такой сюжет встречался и в рассказе о детстве Христа, дошедшем до нас в Евангелии Псевдо-Матфея в латинской версии IX—X веков, основанной на более ранних «евангелиях детства»:

И было Иисусу 8 лет, и вышел Он из Иерихона и шёл к Иордану. И была в стороне от дороги около берега Иордана пещера (crypta), где львица растила детёнышей своих; и никто не мог безопасно проходить по дороге той. И вот Иисус, идя из Иерихона и узнав, что львица легла в пещере, вошёл туда на виду у всех. Но как только львы увидели Иисуса, они вышли навстречу Ему и преклонились перед Ним. И воссел Иисус в пещере, и львята бегали туда и сюда у ног Его, ласкаясь к Нему и играя с Ним. Старые же львы между тем держались поодаль с опущенной головой; они преклонялись перед Ним и смиренно били хвостами по бёдрам своим.

Тогда народ, бывший вдали, не видя Иисуса, сказал: если бы не совершили великих грехов Он или родители Его, Он не пошёл бы Сам Собою на растерзание львам. И в это время, когда народ предавался таким мыслям и был отягчён печалью, вдруг перед всеми людьми вышел Иисус из пещеры, и львы предшествовали Ему, и львята резвились у ног Его. Родители же Иисуса стояли далеко с опущенными головами и смотрели на Него; и народ тоже стал поодаль, боясь львов, и не смел подойти к ним.

Тогда сказал Иисус народу: насколько лучше вас звери дикие, знающие своего Господина и прославляющие Его, между тем как вы, люди, созданные по образцу Божию и подобию Его, вы не знаете Его. Звери узнали Меня и смягчились: люди видят Меня и не знают Меня вовсе.

## В культуре
Как вы думаете, мучила ли совесть Нерона, когда он бросал христианского

мученика на съеденье свирепым львам?

Нет! Единственные муки во всем Колизее испытывал сам христианский мученик,

который запоздало корил себя за то, что проспал позапрошлую воскресную

проповедь, — чувство, знакомое мне и вам.

### В литературе
- «Римские деяния», рус. яз. Переводной сборник новелл XVII в., одна из которых рассказывает о рыцаре, пощажённом львами[77]
- Бернард Шоу. «Андрокл и лев»
- Генрик Сенкевич. «Камо грядеши»
- Lindsey Davis. «Two for the Lions». Детективный роман из жизни Древнего Рима, серия Марк Дидий Фалько
- Циприан Норвид. «Ad leones»

### В музыке
- Отторино Респиги, «Римский триптих», фрагмент «Цирцении»: мученики-христиане на арене.
- Польская black metal группа Behemoth — песня «Christians To The Lions»
- Death metal группа Morbid Angel — песня "Lion's Den"

### В кинематографе
- Экранизации романа Генрика Сенкевича «Камо грядеши» (1951, 1985, 2001 года).
- Сцены битв с дикими животными на арене воспроизведены в фильмах «Гладиатор», «Звёздные войны. Эпизод II: Атака клонов», «Астерикс и Обеликс против Цезаря» и др.

## Комментарии
1. ↑  «от лысого до лысого» — римская идиома, означающая «всех без разбора», «всех подряд».
2. ↑  «Существовало какое-то старинное сенатское постановление, налагавшее запрет на этот ввоз, но для травли (которую до постройки амфитеатра устраивали в цирке) сделано было исключение»[22]
3. ↑  Рассказ со ссылкой на Апиона излагают несколько авторов, подробнее всего  — Авл Геллий (II век) в «Аттических ночах», (V, 14).